# あたりまえの映画
『あたりまえの映画』（あたりまえのえいが、仏語：Un film comme les autres）は、1968年に映画監督のジャン＝リュック・ゴダール率いる「ジガ・ヴェルトフ集団」が製作したフランス映画である。原題を直訳すると「ほかの映画作品のようなひとつの映画作品」といった意味になる。

## 概要
本作は、「五月革命」のさなかである1968年5月から7月に、イーストマンコダックのエクタクロームカラー16ミリフィルムで、ゴダールとウィリアム・リュプチャンスキーがカメラを回し、撮影された。ロケーション撮影は、学生たちに占領されたソルボンヌ大学、封鎖中のバリケード付近、CRS（フランス共和国保安機動隊）との激突場面などで行なわれた。ARC集団が同時期に白黒フィルムで撮影したアーカイヴ・フッテージも使用した。
出演しているのは、ナンテールの3人の学生闘士と、ルノー・フラン工場の2人の労働者闘士である。
本作は、あらゆる点で異質な映画であり、タイトルは意図的なパラドックスとして付されたものである。実際は、ゴダールとリュプチャンスキーが撮影し、ゴダールが単独で演出、編集したものであるが、同年にゴダールがジャン＝ピエール・ゴランと結成した「ジガ・ヴェルトフ集団」名義の第1回作品とした。
現在の本作の版権管理はゴーモンが行なっている。2006年、パリのポンピドゥー・センターで開催されたゴダール展に際しての大回顧上映では、ゴーモンによるニュープリントが上映された。

## スタッフ
- 監督・脚本 : ジガ・ヴェルトフ集団 （ジャン＝リュック・ゴダール）
- 企画・編集 : ジャン＝リュック・ゴダール
- 撮影 : ジャン＝リュック・ゴダール、ウィリアム・リュプチャンスキー
- 使用映像撮影 : ARC集団
- 製作会社 : アヌーシュカ・フィルム
- 版権管理 : ゴーモン

## キャスト
- ジャン＝リュック・ゴダール （声）
- ナンテールの3人の学生闘士
- ルノー社フラン工場の2人の労働者闘士

## 関連事項
- ジガ・ヴェルトフ集団
- エクタクローム （en:Ektachrome）
- ルノー・フラン工場 （en:Flins Renault Factory、fr:Usine Renault de Flins）

## 註
1. 1 2 3 4 5 6 7  Jean-Luc Godard: Documents, éditeur : Centre Georges Pompidou, Paris, 2006, p.429-430.
2. 1 2 3  Roberto Chiesi, Jean-Luc Godard, Roma : Gremese, ISBN 888440259X, p.46-47, p.106.
3. ↑  #外部リンク欄、ポンピドゥー・センター公式サイト内の本作の項へのリンク先（仏語）の記述を参照。二重リンクを省く。